# ۳۱ زرافه
۳۱ زرافه یک ستاره است که در صورت فلکی زرافه قرار دارد.